# Chung thủy ở động vật
Chung thủy ở động vật hay đơn phối ngẫu ở động vật (Monogamy in animals) hay còn gọi là kết đôi bền chặt ở các động vật đề cập đến lịch sử tự nhiên của các hệ thống giao phối trong đó các loài kết đôi bền lâu với nhau (có thể là kết đôi trọn đời) để sinh con và nuôi dưỡng, chăm sóc cho thế hệ kế tiếp. Điều này có liên quan, thường là ám chỉ với chế độ một vợ một chồng.

## Tổng quan
Chế độ một vợ một chồng được định nghĩa là một cặp liên kết giữa hai động vật trưởng thành cùng loài-điển hình là hai cá thể khác giới. Cặp đôi này có thể sống chung trong một khu vực hoặc lãnh thổ trong một khoảng thời gian và trong một số trường hợp có thể giao phối và sinh sản với nhau. Chế độ một vợ một chồng có thể là ngắn hạn, kéo dài từ một đến vài mùa hoặc dài hạn, kéo dài nhiều mùa và trong những trường hợp cực đoan là suốt đời như một số động vật biểu tượng cho sự chung tình.
Chế độ một vợ một chồng có thể được phân chia thành hai loại, chế độ một vợ một chồng (tạm gọi là hôn nhân tính dục) và một vợ một chồng có thể xảy ra cùng nhau trong một số kết hợp hoặc hoàn toàn độc lập với nhau (tạm gọi là hôn nhân xã hội). Chế độ một vợ một chồng ở động vật có vú khá hiếm, chỉ xảy ra ở 3-9% trong số các loài này. Một tỷ lệ lớn hơn các loài chim được biết là có mối quan hệ một vợ một chồng (khoảng 90%). Chế độ một vợ một chồng khá hiếm ở cá và động vật lưỡng cư, nhưng không phải là chưa từng thấy, xuất hiện ở một số loài chọn lọc.
Trong giới động vật chỉ có 5% loài có quan hệ hôn nhân một vợ một chồng. Nhưng thậm chí là dù vậy thì trong 5% thì không phải hoàn toàn là chúng chung thủy trong tình dục, chúng có thể giao phối ngoại đôi. Tuy nhiên, là vẫn có số ít loài được đánh giá là cực kì chung thủy trong hôn nhân như loài cầy thảo nguyên, các loài chim én, đại bàng. Chúng không chỉ giao phối để tồn tại mà còn chăm sóc cho nhau và chia sẻ trách nhiệm nuôi con. Khi cả cặp đôi đều có trách nhiệm như nhau trong nuôi dưỡng và bảo vệ con non.
Ngay cả khi bạn tình chết thì chưa tới 20% những con còn lại đi tìm một đối tác mới. Trong gần 5.000 loài động vật có vú, chỉ khoảng 3% đến 5 % là có quan hệ lứa đôi chung thủy suốt đời. Nhóm này gồm hải ly, rái cá, chó sói, một số loài dơi, cáo và một số loài động vật móng guốc. Nhưng ngay cả một số loài động vật sống cặp đôi lâu dài với nhau đôi khi cũng thay lòng đổi dạ trong một vài trường hợp, đây cũng là nhu cầu đa dạng về gen và tránh khỏi việc giao phối cận huyết.
Sống chung thủy có thể là một cuộc đấu tranh của phần đông các loài động vật bởi con đực luôn cố gắng mở rộng gen di truyền của mình, còn con cái thì cố gắng tìm kiếm người cha tốt nhất cho con của nó. Hơn nữa, hôn nhân một vợ một chồng đòi hỏi mỗi cá thể phải đầu tư hết mình để phù hợp với ngưòi bạn đời, theo kiểu đặt tất cả trứng trong một rổ cũng có nghĩa là có quá nhiều áp lực cho mỗi con vật khi phải chọn một người bạn đời hoàn hảo, chế độ hôn nhân một vợ một chồng được tạo ra trong những hoàn cảnh thế hệ sau sẽ có cơ hội sống sót tốt hơn nếu cả hai bố mẹ cùng nuôi dưỡng nó.